# Suppachai Chimdee
Suppachai Chimdee (né le 5 janvier 1991) est un athlète thaïlandais, spécialiste du sprint.

## Biographie

### Palmarès
| Date | Compétition                 | Lieu     | Résultat | Épreuve   | Performance   |
| ---- | --------------------------- | -------- | -------- | --------- | ------------- |
| 2008 | Championnats d'Asie juniors | Djakarta | 2e       | 4 x 100 m | 40 s 31       |
| 2008 | Championnats d'Asie juniors | Djakarta | 1er      | 4 x 400 m | 3 min 10 s 86 |
| 2009 | Jeux asiatiques en salle    | Hanoï    | 2e       | 4 x 400 m | 3 min 11 s 07 |
| 2010 | Championnats d'Asie juniors | Hanoï    | 1er      | 200 m     | 20 s 80       |
| 2010 | Championnats d'Asie juniors | Hanoï    | 1er      | 4 x 100 m | 39 s 82       |
| 2010 | Championnats d'Asie juniors | Hanoï    | 1er      | 4 x 400 m | 3 min 11 s 39 |

### Records
| Épreuve    | Performance              | Lieu             | Date         |
| ---------- | ------------------------ | ---------------- | ------------ |
| 100 mètres | 10 s 57                  | Bangalore        | 5 juin 2010  |
| 200 mètres | 20 s 68 (+ 0,2 m/s) (NR) | Kanchanaburi     | 18 mars 2009 |
| 400 mètres | 47 s 42                  | Ubon Ratchathani | 23 mars 2008 |